# Сангер (Калифорнија)
Сангер (енгл. Sanger) град је у америчкој савезној држави Калифорнија. По попису становништва из 2010. у њему је живело 24.270 становника.

## Демографија
Према попису становништва из 2010. у граду је живело 24.270 становника, што је 5.339 (28,2%) становника више него 2000. године.
| Група             | 2000.          | 2010.          |
| Белци             | 3.015 (15,9%)  | 3.546 (14,6%)  |
| Афроамериканци    | 80 (0,4%)      | 219 (0,9%)     |
| Азијати           | 371 (2,0%)     | 758 (3,1%)     |
| Хиспаноамериканци | 15.319 (80,9%) | 19.537 (80,5%) |
| Укупно            | 18.931         | 24.270         |